# Streit (Himmelkron)
Streit (oberfränkisch: Schdraid)  ist ein Gemeindeteil der Gemeinde Himmelkron im Landkreis Kulmbach (Oberfranken, Bayern). Streit liegt in der Gemarkung Himmelkron.

## Lage
Der Weiler besteht aus drei Einzelsiedlungen, die von Südwesten mit jeweils hundert Metern Abstand bis nach Nordosten aufgereiht sind. Sie liegen auf freier Flur. Im Osten durchschneidet die Bundesautobahn 9 das Flurgebiet. Eine Gemeindeverbindungsstraße führt nach Himmelkron (0,8 km westlich) bzw. die A 9 überbrückend nach Gössenreuth (1,2 km südöstlich). Eine weitere Gemeindeverbindungsstraße  führt nach Streitmühle (0,5 km nördlich).

## Geschichte
Der Ort wurde im Jahre 1500 als „Heinpuchach“ erstmals urkundlich erwähnt, 1747 taucht erstmals die Form „Streit“ auf. Beide Formen waren ursprünglich Flurnamen, der erste bezeichnet ein durch Buchen eingehegtes Grundstück, der zweite bezeichnet ein umstrittenes Flurstück.
Streit gehörte zur Realgemeinde Berneck. Gegen Ende des 18. Jahrhunderts bestand Streit aus drei Anwesen (1 Söldengut, 2 Sölden). Das Hochgericht übte das bayreuthische Stadtvogteiamt Berneck aus. Das Stiftskastenamt Himmelkron war Grundherr des Hofes.
Mit dem Gemeindeedikt wurde Streit dem 1811 gebildeten Steuerdistrikt Himmelkron und der im selben Jahr gebildeten Ruralgemeinde Himmelkron zugewiesen.

### Einwohnerentwicklung
| Jahr      | 001809 | 001818 | 001861 | 001871 | 001885 | 001900 | 001925 | 001950 | 001961 | 001970 | 001987 |
| Einwohner | 34     | 13     | 29     | 28     | 24     | 18     | 12     | 15     | 16     | 19     | 17     |
| Häuser    |        | 2      |        |        | 3      | 3      | 3      | 3      | 3      |        | 4      |
| Quelle    | [ 11 ] | [ 8 ]  | [ 12 ] | [ 13 ] | [ 14 ] | [ 15 ] | [ 16 ] | [ 17 ] | [ 18 ] | [ 19 ] | [ 1 ]  |

## Religion
Streit ist seit der Reformation evangelisch-lutherisch geprägt und nach Himmelkron gepfarrt.